# Фаунтън Хилс
Фаунтън Хилс (на английски: Fountain Hills) е град в окръг Марикопа, щата Аризона, САЩ. Фаунтън Хилс е с население от 25 316 жители (2007) и обща площ от 47,2 km². Намира се на 580 m надморска височина. ZIP кодовете му са 85268 и 85269, а телефонният му код е 480.